# 小山田里奈
小山田 里奈（おやまだ りな、9月13日 - ）は、日本の女優、MC、ラジオパーソナリティ等マルチタレント。愛知県名古屋市出身。
㈱喋便朗(しゃべろう)所属。また作詞家の顔も持つ。作詞家として、歌謡曲は“美奈里つぼみ”もしくは“小山田里奈”、ゲーム・アニメ曲は“RIONA”名義で活動。

## 出演

### 現レギュラー
- 「ぎふチャン演歌♪カウントダウン」(2024年1月～毎週日曜日、生放送)ぎふチャンラジオ[AM1431ｋHz/FM90.4MHz]-ラジオパーソナリティ
- 「東京演歌ライブなかの」(2005年～現在）(北島音楽事務所主催)（｢ぎふチャン演歌♪カウントダウン」内でもダイジェストで放送）-総合司会
- 「東京演歌ライブかつしか」(2005年～現在）(北島音楽事務所主催）(｢ぎふチャン演歌♪カウントダウン」内でもダイジェストで放送）-総合司会

### MC/ラジオ
- スカパー!!スターデジオ演歌歌謡曲チャンネル425ch.「東京演歌ライブかつしか、なかの」-MC、ラジオ収録（～2023年12月）
- 「ココロのオト昼レコ！」(2022年4月～毎週(木)(金)担当、2023年4月～毎週㈮担当、生放送）ぎふチャンラジオ[AM1431ｋHz/FM90.4MHz]-ラジオパーソナリティ（～2023年9月）
- 「忍たま乱太郎ショー」（全国イベントステージ）-MCおねえさん（～2012年）
- 学園祭トークショー（各大学）-MC
- 演歌・歌謡曲のディナーショー、ランチショーなど　-MC
- 「PIN・UP！！」(2014年-、中央FM[84.0MHz]）-ラジオパーソナリティ
- 「キングオールスター歌謡パレード」(2012年、キングレコード創業80周年、山野楽器創業120周年、200年祭スペシャル）-MC
- 「PIN・UP！！」(2010年-、SHIBUYA-FM[78.4MHz]）-ラジオパーソナリティ
- 「東京演歌フィスティバル2009演歌大行進」-MC
- 「まるごとっ！いただきます！」(1998年-、CATV）-レギュラーレポーター
- 「ぐるっとお店めぐり」(1999年-、CATV）-レギュラーレポーター
- 他

### 声優/NA
- 「ショートアニメ"air"」ProjectI.G.（GyaoNetTV）各アニメ声優／NA
- 「ホワイトハウス4」（NHK BS2）
- バンダイ「ガンダムプラモデル／スーパーハイコンプロ」（NetCM）-NA
- 日本クラウンアーティスト新譜発売・出版発売、ハウジングスペース、アルソア化粧品、爆発市場バイキング 他（ラジオCM）-NA
- 岐阜花博キャラクター　みずまる君、『みずまる君物語』
- 他

### 映画
- 「Last Stop for Paul」　Neil Mardt 監督 Ian Zierin主演 MANDT BROS PRODUCTIONS
- 「SO　WHAT」　山川直人監督 松竹配給

### テレビ
- 昼ドラマ「温泉へいこう5」（TBS）
- 日曜劇場「砂の器」（TBS）
- 月曜ドラマスペシャル「世紀末！男コンパニオン物語」神田正樹・石田純一主演（TBS）
- 月曜ドラマスペシャル「同窓会へようこそ」豊川悦司主演 （TBS）
- 「真夜中の王国」（NHK　BS2）-カレミュー娘出演
- 「テレビチャンピオン」（TX）-カレミュー娘出演
- 「ニュースの森～カレー特集～」（TBS）-カレミュー娘出演
- スカパー!!演歌歌謡曲チャンネル「東京演歌ライブなかの・かつしか」-MC

他

### 舞台
- 劇団無現プロデュース「フェイク夏の夜の夢」新藤栄作演出(2010年・アトリエ無現）-　ヒポリタ/ティターニア2役
- UNITプロデュース「ALISON」中村孝演出（2010年・シアターシャイン）-歌姫
- ミキハウスランド2006秋・2007春『GO!GO!カートくんのダンダンダンス』樽川浩志演出（全国8会場）-カートくんおねえさん
- ミュージカル『きかんしゃトーマスとなかまたち』伊藤大演出（2005.7～8フジテレビ/フジテレビKIDS/BSフジ主催・お台場冒険王キッズランド内トーマスシアター）-モーナ役
- ミュージカル『尾崎豊物語』木島恭演出（2004.6～12劇団ポプラ主催・全国ツアー）
- 『赤井英和物語』加納健詞演出 (2004.2モノリスBish企画・中電ホール)-ヒロイン
- 博品館ミュージカル『スタートライン』菊地一浩演出(2003.5アメリカンミュージカル主催・新宿シアターサンモール)-主演
- ラジオ劇場版『時代横丁4丁目～6丁目』麻創けい子作・演出（2002.7～9あうんプロデュース・ひまわりホール）-朗読人形劇
- ミュージカル『カルメン・ジョーンズ』加藤直作・演出（2000.2名古屋市事業団企画・愛知県芸術創造センター）-メアリー役

他。
- 劇団炎の樹座歴3年（5公演中3公演主演）

### ライヴステージ
- カレミュー娘 2003.7.15デビュー、8.12 CD発売(Dreams)
- 『横浜カレーミュージアム　カレミュー娘ステージショー」』（1日4ステージ）
- 「ゆかいなコンサート」　（各地ステージ）
- 『RINight!!』ライブ（YAMAHA STAGEAコラボライブ）
- 『RINA☆OLDIES Live～RINA with 17～』　OLDIESライブ （毎月各ステージにて）

## 作詞曲
- 美奈里つぼみ・・・知里『やさしい日々』/『ひこうき雲の先に…』（日本クラウン）
- RIONA・・・ゲーム『THE IDOLM@STER 2』の『The World Is All One !!』（日本コロムビア）[1]。
- 小山田里奈・・・五条哲也『遠い想い出』（日本クラウン）
- 小山田里奈・・・知里『虹のかなたに』/『星になったじぃじ』（日本クラウン）
- 小山田里奈・・・須藤圭子『雪と炎』(ビクターエンターテイメント)